# Henrique V de Meclemburgo
Henrique V,  chamado de o Pacífico (3 de maio de 1479 – Schwerin, 6 de fevereiro de 1552), foi um Duque de Meclemburgo, na região de Meclemburgo-Schwerin. Filho do Duque Magno II e Sofia da Pomerânia.
Henrique governou, em conjunto com seus irmãos, Érico II e Alberto VII, e seu tio Baltazar, a partir de 27 de dezembro de 1503. Baltazar faleceu em 16 de março de 1507, e Érico em 22 de dezembro de 1508, ambos sem herdeiros. Assim, Henrique e Alberto tomaram posse de todo o país. Primeiro, governaram conjuntamente. Alberto repetidamente pedia a divisão dos territórios de Meclemburgo, e isso foi acordado no Tratado da Casa, de Neubrandenburg, selado em 7 de maio de 1520. O tratado estabelecia que Henrique governaria em Schwerin e Alberto em Güstrow, sem uma divisão, de fato, do país.
Foi durante o reinado dos irmãos Henrique e Alberto, que Martinho Lutero lançou a Reforma Protestante, que rapidamente encontrou adeptos em Meclemburgo. A doutrina luterana foi pregada lá mais ou menos abertamente, tão cedo quanto 1523 e talvez até mesmo antes. O Duque Henrique apoiou a nova doutrina desde o início. Primeiro, de forma muito cautelosa, mas de forma mais aberta após a Dieta de Augsburgo, em 1530. Ele enviou correpondências a Lutero no início de 1524, e Lutero enviou professores e pregadores.
Henrique se juntou à Liga de Torgau, em 12 de junho de 1526, e em 1532, ele finalmente tornou público que era apoiador de Lutero. Naturalmente, a sua posição levou-o a dar à nova doutrina uma organização firme, externa e internamente, então ele pediu ao Superintendente Johann Riebling, a quem Lutero tinha recomendado, em 1537, para elaborar uma igreja, um catecismo e uma agenda litúrgica. Pelo restante do seu reinado, ele esteve ocupado com a organização da Igreja Luterana.
Após a morte de Lutero, uma guerra religiosa eclodiu na Germânia. Henrique, no entanto, não participou. Embora elefosse um príncipe protestante, ele não era um membro da Liga de Esmalcalda. Ele resistiu à introdução do Interim de Augsburgo, pelo Imperador Carlos V, em 1548. Henrique aprovou a decisão os domínios de Meclemburgo, de julho de 1549, que formalmente admitiram a doutrina luterana. Logo depois, em 6 de fevereiro de 1552, ele morreu, com a reputação de um príncipe piedoso e pacífico.

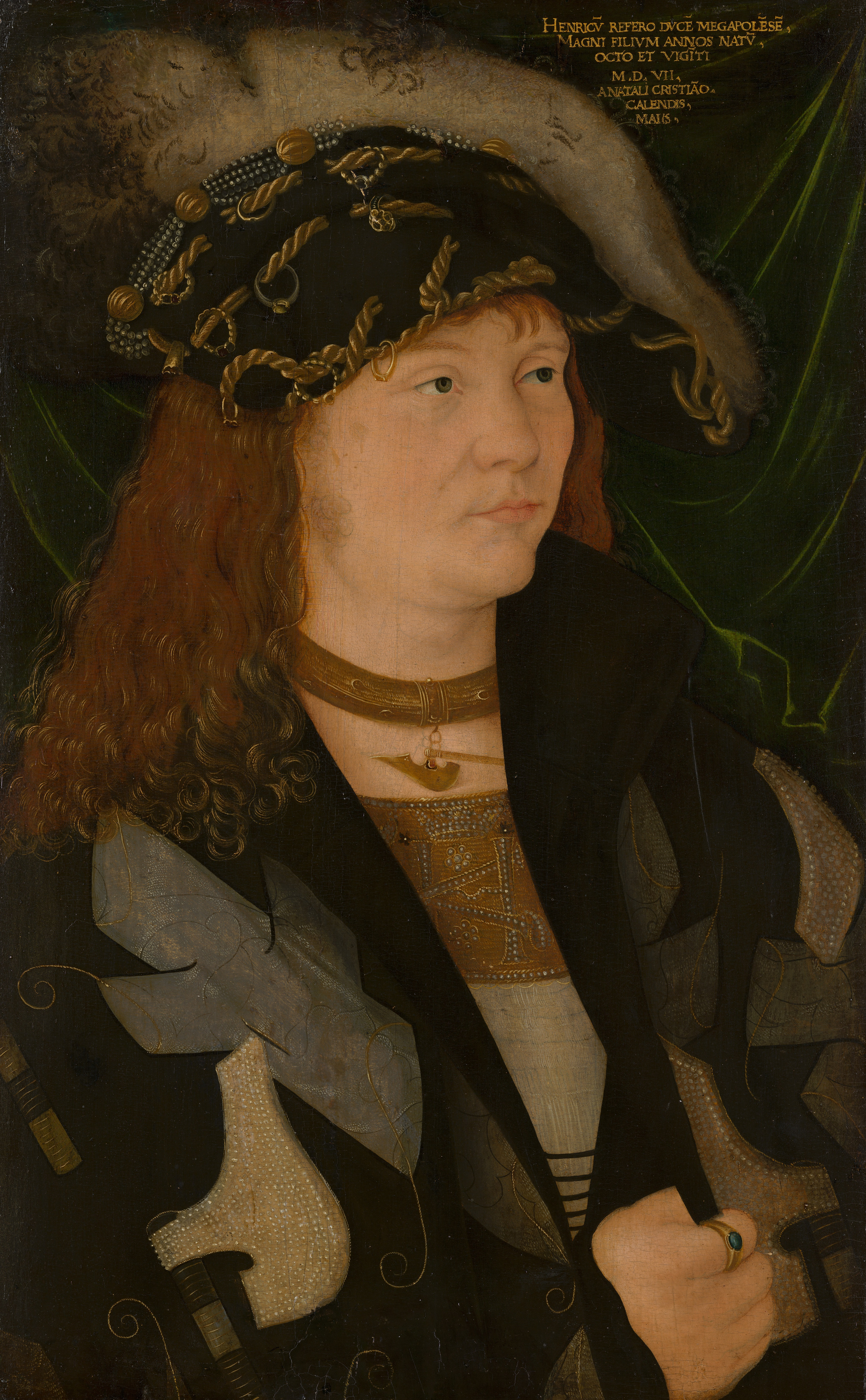
Retrato de Henrique V, atribuído a Jacopo de' Barbari

## Casamentos e descendência
Henrique foi casado três vezes. Ele, primeiro, se casou com Úrsula de Brandemburgo (17 de outubro de 1488 – 18 de setembro de 1510), filha do eleitor João II Cicero de Brandemburgo, em 12 de dezembro de 1505. Eles tiveram três filhos juntos:
- Magno III (1509-1550), Duque de Mecklenburg-Schwerin, Administrador do Príncipe-Bispado de Schwerin e, a partir de 1532, Bispo de Schwerin.
- Sofia (1508-1541), que se casou com o Duque Ernesto I de Brunsvique-Luneburgo.
- Úrsula (morta em 1586), última Abadessa da Ordem das Clarissas do mosteiro de Ribnitz.

O segundo casamento de Henrique foi em 12 de junho de 1513, com Helena do Palatinado (1493 – 4 de agosto de 1524), filha do Eleitor Palatino Filipe. Eles também tiveram três filhos juntos:
- Filipe (1514-1557), Duque de Meclemburgo-Schwerin
- Margarida (morta em 1586), que se casou com o Duque Henrique II de Ziębice-Olésnica.
- Catarina (morta em 1586), que se casou com Frederico III, Duque de Legnica.

Seu terceiro casamento (celebrado em 14 de maio de 1551) foi com Úrsula (morta depois de 1565), filha de Magno I, Duque de Saxe-Lauemburgo, e sua esposa, Catarina de Brunsvique-Volfembutel. Este casamento não gerou filhos.